# Tudor Popescu
Tudor Popescu (n. 10 septembrie 1930 – d. august 1999) a fost un scriitor și un important dramaturg român contemporan.

## Premiere absolute
Opera dramatică
Piesele sunt menționate în ordinea cronologică a premierelor absolute, ineditele, indiferent de data scrierii, fiind lăsate la urmă.
UNEORI LILIACUL ÎNFLOREȘTE SPRE TOAMNĂ, Octombrie 3, 1976, Teatrul dramatic, Baia Mare
"Gazetar, romancier, scenarist, Tudor Popescu a debutat în dramaturgie cu această piesă. În răstimpul scurs de la premieră, o altă piesă, al cărei coautor este, s-a reprezentat la Brașov: Nuntă cu dar, o farsă. Cea dintâi e o dramă. Este drama unui director de întreprindere care se vede înfruntat de un tânăr inginer, care-și vede periclitate realizările de până acum, care-și vede visurile năruite, care se vede neputincios în fața unei nereușite. Directorul Barbu se confruntă, de fapt, cu sine. Singurul care-i spune adevărul, singurul care are curajul să-l înfrunte, să-i arate că a greșit, să-i dovedească eșecul, e tânărul inginer Vlad. Ceilalți, menajându-l, menajându-se pe ei înșiși, ocolesc adevărul, caută să facă dintr-un eșec esențial o înfrângere de moment, dintr-o greșeală a directorului, un impas vremelnic al întregii întreprinderi. Drama directorului Barbu nu constă în faptul că este înfruntat și învins, ci că se surprinde gata să-l atace pe cel tânăr care-i înfățișează adevărul, gata să accepte formulele de compromis, gata să abdice de la idealul său moral. (...) Piesa, cam nesigură în construcție, cu lungimi pe care un regizor mai atent, mai exigent, putea - și chiar trebuia - să le îndepărteze, cu momente mai puțin realizate, dar și cu bune scene de autentic dramatism, a fost pusă în scenă de Ion Deloreanu, corect dar plat. Greul cade pe umerii lui Ion Săsăran, interpretul lui Barbu, care-l înfățișează pe eroul său robust sufletește, echilibrat, interiorizat, reținut, sobru." (Teatrul, nr. 12/1977)
"Piesa lui Tudor Popescu este bogată în întrebări tulburătoare despre curajul sau datoria, de fapt firescul de a rosti adevărul nu ca pe un act de eroism, ci așa cum respiri; despre confortul material și spiritual și despre teama de a-l pierde; despre tăria omului de a lua totul de la capăt chiar dacă mulți îl consideră nebun; despre ștafeta generațiilor și falsa prăpastie între vârste; despre romantism și realism, idealism și spirit practic." (Alice Mănoiu, Scînteia, 30 noiembrie 1977)
"Opțiunea tot mai declarată a marelui public pentru piesele lui Tudor Popescu se datorește dialogului direct și deschis, deseori sclipitor în replică, între oameni ai zilelor noastre situați pe diferite trepte ale scării valorilor morale, în confruntări pasionate privind problemele de viață și de muncă, pe care spectatorii și le pun și ei și le rezolvă odată cu personajele, chiar dacă (sau poate tocmai de aceea) disputele îmbracă formele comicului satiric. (...) Dar adevăratele valori nu intervin în acțiune ca un dat aprioric; se nasc și cresc sănătos tocmai în acest climat de luptă care, peste hohotele de râs, este o luptă pe viață și pe moarte pe planul conștiinței." (Ștefan Goanță, Năzuința, 19 iunie 1982)
TERRA 2, Mai 11, 1978, Teatrul Tineretului, Piatra Neamț; Mai 5, 1989, Teatrul "Ion Creangă", București
"Cu puțin efort din partea tuturor, lumea în care trăim ar putea deveni mai bună, mai frumoasă, mai plină de înțelegere și bunăstare, așa cum de fapt o dorim cu toții. Poate că Terra 2 există nu numai în imaginația autorului acestei frumoase și educative piese de teatru, ci este o planetă reală, aflată într-un sistem solar, iar când unii dintre voi, sau copiii voștri, sau copiii copiilor voștri se vor îmbarca pe o cosmonavă interstelară și se vor îndrepta spre o adevărată Terra 2 nu va fi rău dacă își vor aminti și de spectacolul de astăzi." (cosmonautul Dumitru Dorin Prunariu la premiera de la Teatrul Ion Creangă)
BĂIATUL CU FLOAREA, Mai 24, 1978, Teatrul "Ion Creangă", București; Noiembrie 1, 1978, Studioul Cassandra, I.A.T.C., București; Octombrie 24, 1980, Teatrul de Nord, Satu Mare; (Un tip de modă veche), Mai 5, 1983, Teatrul de operetă, București
"Piesa este, la ora actuală, printre puținele «cu și despre tineri», și, totodată, care reflectă cu fidelitate comportamentul acestei generații, evitând didacticismul, șabloanele, limbajul stereotip. Tinerii din această piesă se iubesc, dansează, greșesc, gândesc - uneori foarte matur-, muncesc, visează, toate acestea fiind făcute cu multă naturalețe, cu umor, cu duioșie. Subiectul (trei tineri sunt trimiși pe un șantier la reeducare) îl putea predispune pe autor la lecții moralizatoare, la ticuri lingvistice, la exces de pitoresc. Din fericire, nu s-au întâmplat aceste lucruri." (Bogdan Ulmu, Scînteia tineretului, 24 noiembrie 1978)
"Băiatul cu floarea este o piesă care vorbește despre integrarea sau reintegrarea în muncă, în viață, în societate, a unor tineri aflați, o vreme, în derivă, cum se spune. Este povestea unor «păsări de noapte», fete amatoare de distracții ieftine, și a unor băieți dornici să ducă un trai ușor, care sunt îndrumați pe un șantier, să-și redobândească demnitatea cetățenească și să-și câștige pâinea cinstit. Nu le va fi ușor, se arată, vechile deprinderi nu se lasă lesne smulse din rădăcini, mai cu seamă că pe șantier ei nu întâlnesc numai oameni exemplari, ci și lichele." (Virgil Munteanu, Teatrul, 7/1978)
SCAUNUL, Februarie 9, 1979, Teatrul dramatic, Constanța; Februarie 22, 1987, Teatrul "Victor Ion Popa", Bârlad
"Scaunul de Tudor Popescu este o piesă cu multiple disponibilități, puse sun semnul meditației existențiale. Avem de a face cu o confruntare în planul problematicii unui timp revolut, privit din perspectiva prezentului chemat să aprecieze, să înțeleagă, să tragă învățăminte. A degaja, în aceste condiții, adevărul de eroare și esențialul de accidental este o operație necesară, dar și dificilă, mai ales că, în cazul de față, cei desemnați să o facă sunt actorii propriului lor spectacol uman, pus în discuție după ultima lăsare de cortină. Degrevați de vechile obligații sau funcții, un fost judecător și acuzatul care datora verdictul nedrept al acestuia, se întâlnesc în Cișmigiu, prilej de aprigă confruntare." (Al.I. Friduș, Cronica, 17 aprilie 1987)
CONCURS DE FRUMUSEȚE, Februarie 11, 1979, Teatrul dramatic "Bacovia", Bacău; Aprilie 3, 1980, Teatrul de Nord, Satu Mare; Aprilie 10, 1980, Teatrul de stat, Arad; Octombrie 17, 1980, Teatrul de Comedie, București; Mai 6, 1981, Teatrul Maghiar de stat, Cluj-Napoca; Octombrie 24, 1981, Teatrul de stat, Oradea; Mai 20, 1982, Teatrul dramatic, Baia Mare
"Izvorâtă din dorința de a condamna mentalități și practici străine societății și concepției noastre despre viață, de a pune în lumină pericolul dezumanizării, datorat goanei după profituri și parvenitism, comedia Concurs de frumusețe se înscrie printre reușitele genului.
Mijloacele folosite de Tudor Popescu pentru realizarea scopului propus aparțin unui amplu registru comic, începând cu cele proprii burlescului și bufonadei, terminând cu incisivitatea amară și lucidă a satirei. Notele dominante țin însă de comedia de moravuri, bine pigmentată cu situații de farsă: de aici contradicția evidentă, ostentativă, între angrenarea pătimașă a eroilor în luptă și micimea scopului lor, unilateralitatea și fixitatea de marionetă a personajelor satirizate, prinse sub lupa nemiloasă a atacului satiric și păstrate în nemișcare, ticurile verbale, automatismele, poantele, încurcăturile, amplificate cu inventivă ingeniozitate de regizorul Alexandru Tocilescu și interpreții Teatrului de comedie." (Ileana Berlogea, Scînteia, 21 noembrie 1980)
"Concursul de frumusețe canină care declanșează pasiunile furibunde ale notabilităților unui orășel este investit treptat, într-un subtil crescendo, cu atribute alegorice care ascund, de fapt, sub cascada strălucitoare a replicilor, o inclementă meditație despre putere și efectele nefaste ale exercitării ei. Nici o clipă însă această structură de adânc nu iese ostentativ la suprafață, ea putând fi reconstituită doar á rebours, după căderea cortinei." (Ioan Groșan, Viața studențească, 21 ianuarie 1981)
"Noua comedie a lui Tudor Popescu, incisivă satiră a spiritului mic burghez, a arivismului surprins în formele sale acut nocive, marchează un vădit progres al autorului în direcția construcției dramatice, a invenției unor situații comice relevante. Acțiunea, care se desfășoară în jurul unui concurs de frumusețe canină - pretext derizoriu, tocmai pentru a ridiculiza grandomania unor «ajunși» care încalcă normele eticii și echității socialiste, abuzul de putere, servilismul, spiritul de șicană, micile și marile combinații, goana după chiverniseală, atâtea tare morale moștenite de la burghezie, care contravin idealului revoluționar al societății noastre." (Margareta Bărbuță, Informația Bucureștiului, 1 noembrie 1980)
PARADIS DE OCAZIE (Cuibul), Martie 8, 1979, Teatrul de stat, Sibiu; Aprilie 22, 1979, Teatrul Tineretului, Piatra Neamț; Mai 16, 1979, Teatrul "Ion Vasilescu", București; Mai 5, 1979, Teatrul Național "Vasile Alecsandri", Iași; Martie 11, 1980, Teatrul dramatic, Baia Mare; Ianuarie 9, 1985, Teatrul Maghiar de stat, Sfântu Gheorghe; Martie 10, 1989, Teatrul "Nottara", București
"Dramaturgul, conducându-și atât de savuros procesul pamfletar, construind expert piramida mașinațiilor, subterfugiilor, stratagemelor, dând o largă posibilitate prostiei, lașității, cinismului să se autodeclare, ba chiar să se lăfăie concupiscent în propriile lor ordurii pentru a ne provoca cea mai veselă stare repulsivă, amendându-le cu o voluptate comică foarte caracteristică și apoftegme ironice admirabile, unele amintind parodia maziliană și cea soresciană a sentențiozității, recurge la un final scos din cutie, prin care în cuibul de pupeze e trimisă pasărea onestă să întreprindă operația de curățenie generală." (Valentin Silvestru, România literară, 30 martie 1989)
"Comicul, uneori de proporții grotești, are, în comedia lui Tudor Popescu, o sursă foarte generoasă: contrastul dintre realitatea faptică și realitatea vorbelor. Cuvintele își pierd, adică, orice conținut etic, ele îndeplinesc funcția unor măști hâde, la care se apelează fără nici un scrupul ori de câte ori împrejurările o cer. Satira, acceptând că faptele descrise de dramaturg sunt derizorii, e aparent totuși a cuvintelor, a unei demagogii odioase, în realitate vizează fapte antisociale și antimorale ce se ascund după un limbaj formal politizat, fals patetic și plin de clișee." (Ion Cocora, Tribuna, 22 martie 1979)
"Cuibul reușește dificila performanță de a ține un spectacol de întindere normală în cadrele unei lungi ședințe, ale unei ședințe dilatate polemic, satiric, hiperbola scenică emanând un jet vezicant pentru epidermele convenționale, de rutină, falsificate prin birocratism." (Titu Popescu, România liberă, 27 martie 1979)
ISPITA, Mai 17, 1979, Teatrul de stat, Reșița
"Drama istorică a oscilat întotdeauna între doi poli: acela al evocării și reconstituirii «exacte», pe baza folosirii intensive a documentelor, și acela al inspirației libere, care ia istoria drept pretext pentru a dezbate, în fond, o problemă a contemporaneității. Cu cât epoca este mai îndepărtată, cu cât documentele sunt mai puțin numeroase, deci mai puțin constrângătoare, cu atât fantezia autorului se poate desfășura cu mai multă ușurință.
Ispita lui Tudor Popescu se înscrie în această serie. Nu scene de bătălie între daci și romani, nu mari mișcări de mase ne prezintă Tudor Popescu în piesa sa, ci mișcări în conștiință, ecou al situațiilor încordate, al bătăliilor în care era în joc însăși soarta țării." (Margareta Bărbuță, Teatrul, 6/1979)
DULCEA IPOCRIZIE A BĂRBATULUI MATUR, Februarie 11, 1980, Teatrul "Ion Vasilescu", București; Martie 6, 1980, Teatrul de stat, Reșița; Martie 13, 1980, Teatrul Tineretului, Piatra Neamț; Iunie 19, 1980, Teatrul de stat, Oradea; Iulie 11, 1980, Teatrul Național, Craiova; Septembrie 22, 1984, Teatrul dramatic, Brașov; Noiembrie 3, 1984, Teatrul municipal, Ploiești; Iunie 15, 1985, Teatrul de Nord, Satu Mare; Martie 25, 1987, Teatrul "Mihai Eminescu", Botoșani; Mai 5, 1992, Teatrul dramatic, Baia Mare
"Piesa se situează pe o platformă de meșteșug deja cucerită, un studiu de moravuri realizat cu mijloacele unui scriitor satiric pentru care observația de factură etică nu descărnează evenimentele, dar le imprimă o mișcare excentrică, reprezentativă tocmai prin abaterea de la normă. Între deziderate și realități se interpun interdicții rigide ori falsele simboluri ale unei fericiri cu tot dinadinsul, inoculate indivizilor prin toate mijloacele, inclusiv acelea ale tradiției «naturale», care conchide că viața «așa trebuie să fie». Normalitatea devine astfel veșmântul în care se drapează, spre a izbândi, tocmai metehnele, ticurile și agresiunea morală care o recuză." (Valentin Dumitrescu, Luceafărul, 26 ianuarie 1980)
"O comedie ușoară care nu-și propune să satirizeze, ci doar să ironizeze cu o anume îngăduință omenească mici defecte cotidiene, un dialog vioi, spumos, în cele mai fericite cazuri presărat cu calambururi denotând spiritul ascuțit al autorului, caractere bine conturate, dar neieșind din sfera unor nepretențioase și firești observații a tipurilor existente în realitatea înconjurătoare, o desfășurare a acțiunii în care neașteptatul, lovitura de teatru, nu fac decât să conducă, printr-o tacită înșelegere cu publicul, spre același final relaxant, fericit, lăsând zâmbetul să persiste pe buzele spectatorului." (Miruna Ionescu, Scînteia tineretului, 11 ianuarie 1980)
"Comedie a micilor năravuri, Dulcea ipocrizie a bărbatului matur se cantonează în zona domesticului, pe care îl tulbură fantezist printr-un fel de noapte a încurcăturilor. Desfășurarea cinematografică ne duce cu gândul la tehnica neorealismului italian, verva comică, la teatrul ușor și ușuratic franțuzesc." (Constantin Radu-Maria, Teatrul, 4/1985)
ARTA PREZICERII PE TERMEN SCURT (Omul nu-i supus mașinii), Septembrie 18, 1980, Teatrul Național, Cluj-Napoca; Aprilie 1, 1981, Teatrul dramatic, Constanța; Aprilie 23, 1989, Teatrul Tineretului, Piatra Neamț
"Această piesă are o serie de însușiri care fac firească opțiunea repertorială a teatrului. În primul rând, acțiunea ei este interesantă datorită plasării în realitatea imediată, mai exact, într-o categorie de probleme (promovarea în funcții de răspundere) hotărâtoare pentru asigurarea bunului mers al vieții întregii societăți, cât și a fiecăruia dintre noi în parte. Vine apoi rândul calităților dramaturgice, textul incitând prin succesiunea șarjelor, baza lor constituind-o comicul, sub diversele sale forme de manifestare: al caracterelor, al situațiilor, al limbajului. Dorința autorului este evidentă: punerea răului la zid prin râs. Și sala râde mult, deși tot ce se întâmplă pe scenă e foarte grav." (Arcadie Strahilevici, Dobrogea Nouă, 5 aprilie 1981)
"Omul nu-i supus mașinii face parte dintr-o trilogie începută cu Paradis de ocazie și încheiată cu Vrăjitorul. Ca și prima, această a doua piesă este desfășurarea unei ședințe, prilej de a demonta mecanismul anumitor conștiințe viciate, a unor năravuri." (Ilie Calian, Făclia, 21 septembrie 1980)
"Se spune despre o uzină că a apelat la serviciul psihologilor în selectarea muncitorilor pentru funcția de maistru. În urma investigațiilor meticuloase, acești scormonitori în sufletul oamenilor au întocmit un tabel nominal. Conducerea întreprinderii, după plătirea sumelor cuvenite și mulțumirile de rigoare, a numit pe posturile respective pe alți oameni, fiindcă și ea avea un tabel nominal, o listă a preferaților. De aici rezultă concluzia că știința reprezintă o forță, dar nu pe cea mai mare." (Krizsan Zoltan)
NU NE NAȘTEM TOȚI LA ACEEAȘI VÂRSTĂ, Septembrie 20, 1980, Teatrul municipal, Ploiești; Septembrie 25, 1980, Teatrul de stat, Arad; Decembrie 17, 1980, Teatrul Giulești, București; Decembrie 28, 1980, Teatrul Național, Timișoara; Aprilie 11, 1981, Teatrul dramatic "Bacovia", Bacău; Decembrie 7, 1982, Teatrul dramatic, Constanța; Noiembrie 29, 1985, Teatrul Național, Craiova; Aprilie 14, 1986, Teatrul de stat (secția maghiară), Oradea; Octombrie 3, 1986, Teatrul "Al. Davila", Pitești; Decembrie 19, 1987, Teatrul Național, Cluj-Napoca; Aprilie 22, 1988, Teatrul de stat (secția maghiară), Sfântu Gheorghe; Decembrie 20, 1989, Teatrul de stat, Sibiu
"Nevoia acută a omului zilelor noastre de a-și reexamina existența, de a-și privi cu luciditate drumul parcurs, în momente decisive pentru propriul viitor, definește una din direcțiile tematice ale dramaturgiei noastre originale. Nu ne naștem toți la aceeași vârstă se înscrie în această linie tematică, eroul său Ștefan fiind surprins într-un moment de dramatică interogație, de severă confruntare cu sine însuși, cu trecutul său, cu modul de a înțelege și acționa în anumite împrejurări, care au lăsat o puternică amprentă asupra existenței sale și a altora. Și dacă procesul de conștiință al eroului începe cu întrebarea, abruptă, neașteptată, în calmul aparent al unei vieți cotidiene banale: «Eu am trăit bine până acum?» - el se amplifică, angrenând un mic grup de personaje în sistemul de întrebări și răspunsuri despre cum trăim, cum trebuie să trăim..." (Margareta Bărbuță, Informația Bucureștiului, 24 decembrie 1980)
"Directă, sinceră, nelipsită de o undă lirică, beneficiind de simplitate, cât și de ironia specifică omului simplu, piesa se integrează teatrului politic propunând în termeni convingători o meditație intimă asupra necesității de a fi tu însuți întotdeauna, judecând realitatea în termenii adevărului." (Ileana Lucaciu, Săptămîna, 26 decembrie 1980)
"Realitatea complexă în care trăim nu se poate rezolva comod după cunoscuta schemă a happy-end-ului, viața e compusă și din accidente, întâmplări pe care uneori nu le putem stăpâni și care pot avea consecințe nedorite, nudoar în ceea ce ne privește, ci și pentru comunitatea în care existăm. Dar dragostea poate face lumină acolo unde singurătatea, oboseala și rutina par să închidă toate drumurile. Chiar neîmplinită, ea modifică destine, schimbă traiectoria unei vieți. Îi ajută pe oameni să comunice dincolo de diferențele personale, ori de propriile păreri, implicându-i totodată în realitatea timpului prin acuta nevoie de frumusețe și adevăr pe care le-o creează." (din Caietul program al premierei de la Teatrul Giulești)
JOLLY JOKER, Decembrie 18, 1980, Teatrul dramatic, Brașov; Iulie 22, 1981, Teatrul Maghiar de stat, Sfântu Gheorghe; Ianuarie 31, 1981, Teatrul municipal, Ploiești; Decembrie 4, 1981, Teatrul Național, Craiova; Februarie 11, 1982, Teatrul Național, Târgu Mureș; Martie 28, 1982, Teatrul de stat, Arad; Septembrie 21, 1983, Teatrul "Al. Davila", Pitești; Februarie 21, 1984, Teatrul de stat, Oradea (regia Alexandru Darie); Mai 24, 1984, Teatrul "Victor Ion Popa", Bârlad; Octombrie 19, 1984, Teatrul de stat (secția germană), Sibiu; Iunie 28, 1986, Teatrul dramatic, Constanța
"Tudor Popescu a ajuns un dramaturg de foarte mare popularitate, Jolly Joker fiind una din scrierile care îl exprimă și îl reprezintă în cel mai înalt grad. Propunându-și o operă de salubrizare socio-morală, dramaturgul manifestă față de malformațiile vieții înconjurătoare o intransigentă vehemență, denunțându-le cu un patos civic rar întâlnit. Limbajul său nu are nimic esopic: adevărul, oricât de dezagreabil, este scos la lumină, mecanismele aberante sunt demontate și explicitate, măștile scoase, anomaliile subliniate, totul fiind circumscris amintitei acțiuni de asanare publică, de pe pozițiile unei înalte conștiințe publice, puse în vibrație de sentimentul datoriei față de societate." (Dumitru Chirilă, România literară, 3 mai 1984)
"Jolly Joker este caricatura în aquaforte a unui angrenaj social aparent imposibil de dislocat, în care cinstea, onestitatea, adevărul sunt noțiuni lipsite de valoare de întrebuințare și în care doar minciuna și aranjamentul ilicit (fie ele și făcute cu bune intenții) pot rezolva, tot aparent, situațiile de impas. Autorul adoptă aici atitudinea clasică a moralistului care șarjează până la demolare, pentru a construi, prin contrast, noul, idealul; ca și la Caragiale, caricatura este enormă, spărgând tiparele realității imediate, dar rămânând ancorată în ea prin acuitatea observației de detaliu, prin veridicitatea situațiilor și relațiilor imaginate." (Dinu Kivu, Contemporanul, 10 februarie 1984)
INFERNUL BLÂND, Aprilie 10, 1981, Teatrul "Al. Davila", Pitești
CASA NEBUNULUI, Ianuarie 14, 1982, Teatrul "Victor Ion Popa", Bârlad; Martie 13, 1983, Teatrul "Mihai Eminescu", Botoșani; Mai 5, 1991, Teatrul "Luceafărul", Chișinău
"Piesa este un scurt intermezzo liric în creația satirică a lui Tudor Popescu, o piesă de respirație scurtă, un mic poem al cărui text se cere, parcă, acompaniat la chitară." (Ilie Rusu, Teatrul, 2/1981)
"Cu ambiția de a ne reaminti că nu este doar un bun comediograf, Tudor Popescu reia - în Casa nebunului - o formulă dramatică dificilă și, aparent, improprie vocației sale, parabola cu implicații filozofice, centrată în jurul unor simboluri grave și încărcată de un mesaj cu intenții moraliste precise." (Dinu Kivu, Contemporanul, 29 ianuarie 1982)
LUNGĂ POVESTE DE DRAGOSTE, Mai 20, 1982, Teatrul "Maria Filotti", Brăila; Septembrie 20, 1984, Teatrul "Valah", Giurgiu; Ianuarie 25, 1990, Teatrul de stat, Sibiu
"În dramaturgia acestui prolific autor, care, în felul său original, face o oarecare concurență stării civile, satira și comedia atârnă pe talger parcă mai greu decât drama. Observator ironic al unor moravuri care se cer incriminate, cu o netă vocație de cenzor al imposturii și al fartiseismului, Tudor Popescu se afirmă și în ipostază de cronicar al unor încleștări dureroase, de anvergură istorică. Urmărind evoluția unui cuplu de-a lungul a două decenii, această piesă realistă are totodată reverberații simbolice: este drama unor destine violent modificate de convulsiile istoriei. Dragostea și avatarurile ei, prilejuite de mersul implacabil al vremurilor, iată o parte a demonstrației dorite de autor, a cărui teză, implicită, exaltă într-un discurs dramatic despuiat de patos ca și de patetisme." (Din Caietul program al premierei de la Teatrul de Stat Sibiu)
TRANSMITEM ÎN DIRECT, Noiembrie 6, 1982, Teatrul de stat, Turda; Iulie 10, 1983, Teatrul Național (secția maghiară), Târgu Mureș; Mai 5, 1991, Televiziunea Română, București
MILIONAR LA MINUT (Milionarul sărac), Aprilie 14, 1983, Teatrul dramatic, Brașov; Decembrie 28, 1983, Teatrul Giulești, București; Martie 6, 1984, Teatrul de stat "Valea Jiului", Petroșani; Aprilie 12, 1984, Teatrul Tineretului, Piatra Neamț; Mai 25, 1984, Teatrul dramatic, Baia Mare; Iulie 14, 1984, Teatrul dramatic, Constanța; Noiembrie 1, 1984, Teatrul Național, Târgu Mureș; Mai 5, 1988, Teatrul dramatic, Galați
"Accentul Milionarului sărac cade pe demascarea hoției indirecte făcute cu precauție și o anume acoperire, ca practică de îmbogățire personală de pe urma unor funcții speculate contra servicii ori mită în bani și obiecte.
Punerea la zid a infractorilor (...) este susținută estetic de Tudor Popescu prin utilizarea procedeului «lumii pe dos». Cel ce pretinde că este sărac este de fapt milionar. Păgubit fiind, el e cel dintâi care are interesul să păstreze secret acest fapt, ca să nu se afle de cât dispune. Vecinul binevoitor și vigilent este mereu inoportun. Hoții sunt în situația de a-l amenința pe cel pe care l-au prădat că îl vor divulga. În timpul spargerii ei sunt cei care se indignează de amploarea câștigurilor ilicite și de fățărnicia tăinuirii lor." (Natalia Stancu, Scînteia, 19 mai 1983)
"Nu este deloc de mirare că teatrul lui Tudor Popescu s-a bucurat în ultimii ani de un mare succes de public, că, la un moment dat, el era printre cei mai jucați dramaturgi contemporani. Construcția clară, cu subiecte și personaje foarte apropiate spectatorului nostru, replica vie, alertă, abila simplitate a desfășurării dramei, un umor dublat de bonomie și un fior dramatic prezent chiar și în comediile cele mai spumoase au făcut ca piesele să suscite interesul regizorilor și să nască spectacole cu o îndelungată viață scenică. O ingenioasă comedie de situații este Milionarul sărac, situații construite din datele celei mai firești realități, la un prim nivel, pentru ca imediat ele să fie translate la un alt nivel, în care absurdul este cel ce naște situația comică și, implicit, satira." (Miruna Ionescu, S.L.A.S.T., 19 februarie 1984)
FERICIRE LOTO PRONOSPORT (Un suflet romantic), Martie 8, 1984, Teatrul Național, Craiova; Septembrie 23, 1984, Teatrul de stat, Reșița; Februarie 9, 1985, Teatrul de stat, Turda; Februarie 27, 1986, Teatrul Național, Târgu Mureș; Martie 9, 1986, Teatrul dramatic, Baia Mare; Septembrie 26, 1987, Teatrul Național (secția maghiară), Timișoara
"«Sufletul romantic», reactivul care pune în evidență vidul sufletesc al celor trei bărbați, e o funcționară drăguță și adultă, aflată într-o criză bovarică. Și ea duce o existență anostă, perimetrată, dar venind în vacanță și travestindu-se în vampă, făcând oferte abracadabrante masculilor necunoscuți, își închipuie că va trezi în vreunul gustul pentru extraordinar, cu expulzare violentă din banal. Are de-a face însă cu trei cazuri disperate - ceea ce o disperă și pe ea, mai ales că în lupta dintre teluric și celest, bărbații devin pedeștri și ea va suporta, drept consecință neașteptată, grosolănii de tot soiul grefate pe indiferentism mitocănesc, asezonat cu ricanări batjocoritoare de cea mai joasă speță." (Valentin Silvestru, România literară, 27 martie 1986)
O DRAGOSTE NEBUNĂ, NEBUNĂ, NEBUNĂ, Februarie 28, 1985, Teatrul Național, Timișoara; Iunie 21, 1985, Teatrul de Comedie, București; Februarie 8, 1986, Teatrul Național "Vasile Alecsandri", Iași, secția Suceava; Februarie 8, 1987, Teatrul Național (secția maghiară), Timișoara
"Un text cu o problematică limpede, a cărei semnificație nu necesită forări abisale pentru scoaterea la suprafață. Cinci personaje în căutarea fericirii. Cinci personaje ușor recognoscibile în viața de toate zilele, acoperind mai multe categorii temperamentale și de caracter. În simplitatea sa, piesa propune o clară ieșire dintr-o posibilă dilemă: între două stiluri de viață opuse, opțiunea pentru adevăr este singura soluție." (Din Caietul program al premierei de la Teatrul Național Vasile Alecsandri Iași, secția Suceava)
GREUTATEA OMULUI (Satana cel drept și bun), Mai 23, 1985, Teatrul "Maria Filotti", Brăila; Octombrie 1, 1998, Teatrul Național "I.L. Caragiale", București
"Încotro se îndreaptă lumea contemporană scăpată din frâul bunului simț, coborâtă la nivelul satisfacțiilor primare ale instinctului de reproducere? Dramaturgul Tudor Popescu propune spectatorilor câteva idei fundamentale, de reținut pentru receptarea deplină a pulsului moral, a dezbaterii de actualitate cu un fundal parabolic. Personaje, amintind cu limpezime de «eroi» de tristă amintire ai istoriei contemporane se înfruntă și se confruntă într-o luptă demitizatoare și ucigașă, pentru supremație, putere, pentru impunerea legilor nescrise ale decrepitudinii morale." (Daniela Cristescu, Viața studențească, 19 iunie 1985)
NAPOLEON LA AUSTERLITZ (Domide contraatacă), Martie 27, 1986, Teatrul Național, Timișoara; Mai 5, 1987, Teatrul Municipal, Ploiești; Septembrie 15, 1988, Teatrul dramatic, Brașov
"Titlul comediei comentează ironic universul spiritual al protagoniștilor. Corectori într-o editură, ei duc o existență searbădă și cenușie, animați de preocupări și idealuri mărunte. Leneși, superficiali, flecari, (...) eroii satirizați de Tudor Popescu își consumă timpul și energia angajându-se în dispute forbalistice, făcând pronosticuri, bârfind, discutând despre rețete culinare sau îngurgitând prânzul pregătit după un adevărat ritual. Locul acțiunii amplifică semnificațiile conflictului, subliniind, prin contrast, derizoriul personajelor. Într-un lăcaș al spiritului, marginalitatea lor capătă proporții hiperbolice. Eroii sunt incapabili să termine corectura unei cărți care evocă bătălia lui Napoleon la Austerlitz. Frânturi de fraze din acest volum, risipite printre conversațiile fotbalistice sau culinare, sunt de un mare haz." (Ludmila Patlanjoglu, Teatrul, 7-8/1986)
"Domide e un «miel turbat» ce începe prin a se conforma habitudinilor unui clan de indivizi leneși și tembeli și sfârșește prin a se răzvrăti și pune ordine în locul cu pricina, într-un vis final. (...) E o morală adevărată în această piesă, căci sunt locuri în care omul ce muncește cu credință și dăruire, depășind prin pricepere incapabilii, leneșii, produce o neliniște activă printre aceștia și chiar panică. (...) Sfârșitul e vesel, dar comedia e, în subteraneitatea ei, dramatică și avertizează asupra primejdiei pe care o reprezintă conspirația mediocrităților." (Valentin Silvestru, România literară, 15 mai 1986)
SORANA (Departe dragostea se-ascunde), Martie 14, 1987, Teatrul de stat, Reșița; Octombrie 12, 1988, Teatrul din Sfântu Gheorghe, secția română
"Nu este pentru prima dată când Tudor Popescu - aflat în plină glorie comediografică - se reculege în dramă, parcă oferindu-și compensații reflexive în urma temerarelor sale bătălii satirice cu actualitatea. O dramă mai veche, Scaunul, ne-a rămas în memorie ca una dintre cele mai adânci meditații asupra timpului care dizolvă pasiunile politice și umanizează istoria. De altfel, chiar comediile lui Tudor Popescu sunt, adesea, scuturate de un fior elegiac ce poetizează satira și îi adâncește semnificațiile. De data aceasta ar părea că pășește pe drumul bătătorit al dramelor cu ilegaliști, tipografii conspirative și damnați ai cauzei politice, dar toată această schemă devenită, prin exces, convențională, este la autorul nostru înșelătoare, este pretextul, materialul narativ în jurul căruia se desfășoară o parabolă despre raporturile dramatice dintre individ și istorie, dintre destinele individuale și istoria înțeleasă ca destin colectiv." (Mircea Ghițulescu, Steaua, 4/1987)
"La prima vedere, Sorana este mai ales o piesă de dragoste. (...) Personajele - terțetul principal - au rpoporții și reacții firești, banalizate deliberat, iar relațiile dintre ele se rânduiesc sub specia eternului. Abia progresia acțiunii, apropierea ei de convulsia finală, le încarcă gesturile și replicile cu o semnificație ideologică suplimentară, ce intervine pe nesimțite, aproape spontan, câștigându-și astfel o marjă apreciabilă de veridicitate.
Povestea Soranei - o femeia aflată în dilematica postură de a alege între doi pretendenți, fiecare având calitățile și defectele lui - debutează de altfel în plină neutralitate, nici petru, nici Nica, nedeclinându-și la început adevăratele răspunderi sociale și convingeri politice. Iar episodul «căderii măștilor» - căci există și un asemenea episod în piesă - nu va modifica fundamental raporturile umane preexistente între cei trei, ci doar le va elibera dintr-o zonă a echivocurilor." (Dinu Kivu, Contemporanul, 1 mai 1987)
ZECE HOHOTE DE RÂS, Octombrie 24, 1987, Teatrul Tineretului, Piatra Neamț; Decembrie 29, 1987, Teatrul de stat, Oradea
"O suită de «pastile dramatice» configurează spectacolul acesta de «hohote de râs» (numărul lor nici nu contează) - un fel de dialoguri libere, pe teme ce nu întrec măsura anecdoticului, savuroase prin ducerea subiectului până în pânzele negre ale absurdului, fără să pună la încercare răbdarea spectatorului. «Întotdeauna în două personaje - își definește Tudor Popescu însuși formula dramatică nouă -, o pastilă dramatică surprinde momentul de vârf al unei situații limită, relatată, de regulă, în cheie comică, dar nu întotdeauna.» Probabil tocmai ezitarea între comic și «altceva», suspendarea ridicolului pe pantele unei alegorii amare, fără ca prin asta limbajul să piardă din actualitate și tărie, fac din aceste momente pe model caragialian veritabile exerciții de caracteriologie rapidă, punând în valoare calitățile moralistului Tudor Popescu, autor ce știe să iasă mereu din criza unei formule stabile, spre a se regăsi în alta." (Cristian Livescu, Tribuna, 18 februarie 1988)
AJUTOR, SALVAȚI UN DOBITOC (Hoțul sentimental), Mai 12, 1988, Teatrul de stat, Reșița; Mai 5, 1989, Teatrul evreiesc de stat, București; Mai 5, 1993, Teatrul "Victor Ion Popa", Bârlad
"O farsă cu câteva situații bine ticluite și cu cel puțin două intenții serioase. Cea dintâi este de a atrage atenția asupra condiției creatorului, care, dacă vrea să rămână fidel misiunii sale de artist, își asumă și consecințele legate de chinurile creației. Cea de-a doua urmărește satirizarea goanei după senzațional propagată de o cinematografie de duzină. Această a doua intenție își găsește materializarea în însăși trama comediei, în care tânărul timid și cumsecade se travestește într-un hoț fioros pentru a o cuceri pe tânăra violoncelistă pasionată spectatoare a filmelor senzaționale și contaminată de gustul aventurii, fapt care dă naștere unor situații amuzante, de un comic paradoxal. (Mioara Barbu, Teatrul, 3/1989)
EU HOȚ, TU HOȚ, EI BANDIȚI (Invenția secolului), Martie 12, 1990, Teatrul "Maria Filotti", Brăila
NOAPTEA MARILOR SPERANȚE, Mai 22, 1988, Teatrul dramatic "Bacovia", Bacău; Decembrie 21, 1989, Teatrul de stat, Sibiu; Mai 5, 1988, Televiziunea Română, București
"Partitură complexă și greu de condus între melodramatismul înșelător al textului și patetismul ironic al viziunii, personajul Delia face parte din galeria de caractere foarte generoase cu actorul. Hiperbolizarea elementelor «melo» introduce în spectacol o paradoxală orchestrare de elemente din zona realului și cea a suprarealului, imaginea teatrală de ansamblu fiind apropiată de specia absurdului." (Teatrul, 2/1987)
OMUL CĂZUT DIN CER, Martie 26, 1992, Teatrul "Andrei Mureșan", Sfântu Gheorghe
SINGURĂTATEA CUCULUI (Pălăriile doamnei Olga), Aprilie 3, 1992, Teatrul "Maria Filotti", Brăila
"Multe din întrebările, dilemele perioadei post-revoluționare ale vieții noastre social-politice actuale, construiesc eșafodajul acestei comedii de real interes. Jocul semnificativ al ideilor și caracterelor, al mentalităților, prejudecăților, vocabularul de lemn, perimat sau abia apărut din nou, capcanele libertății, corupția, obsesia nocivă a banului și economiei de piață, disputa sistemelor, haosul și tensiunile sociale, exacerbarea stărilor conflictuale, nevoia de stabilitate, învrăjbirea și împăcarea umană sunt tot atâtea pledoarii transfigurate artistic într-un spectacol politic contemporan." (Din Caietul program al premierei de la Teatrul Maria Filotti, Brăila)
SINUCIDEREA UNEI COCHETE, Mai 5, 1994, Teatrul "Valah", Giurgiu
BOALĂ INCOMPATIBILĂ (Dragostea și tranziția), Iulie 3, 1996, Teatrul "Toma Caragiu", Ploiești
INVAZIA (Onorabila familie), Mai 5, 1996, Teatrul "Radu Stanca", Sibiu
ULTIMA DRAGOSTE A LUI DON JUAN, Martie 10, 1998, Centrul Cultural Francez, Iași
TARAI, MIREASA LUI IISUS, Aprilie 14, 1997, Radio Actualități, București
ALEGERI ANTICIPATE, Octombrie 7, 1998, Teatrul "Ciprian", Buzău

## Inedite
POVESTE DE DRAGOSTE ÎN CIRCUIT (Șarpele monetar), inedit
NĂSCUT GATA ÎNSURAT (Vulturul zboară prea sus), inedit
IDOLUL DE TURTĂ DULCE (Sisif cel mic), inedit
TRIBUNALUL DIVORȚURILOR IMPOSIBILE, inedit
POVESTE DE DRAGOSTE DIN STRADA FELIX, inedit
ÎN BRAȚELE TIMPULUI, inedit
SURÂSUL CRISPINEI (Cane pictură), inedit
UN HAIDUC ÎN FUSTĂ CADRILATĂ, inedit
MINCINOSUL, inedit
MI-AM SPUS ADIO ȘI-AM PLECAT DIN MINE, inedit
GOI ÎN FAȚA DESTINULUI (trilogie)
- FLUIERÂND PE GOLGOTA ÎN SUS, inedit
- GOI ÎN FAȚA DESTINULUI
- VREAU SĂ CRED ȘI N-AM UN DUMNEZEU, inedit
CAVALERII MESEI PĂTRATE, inedit
DUMNEZEU A MURIT LA ORA 6 FIX (Culai Nebunul), inedit
SINUCIGAȘUL DE LA ORA 9, inedit
SINUCIDEREA UNEI ADOLESCENTE (Moartea ca joacă), inedit
CINCI CLOVNI ÎN FAȚA TRECUTULUI, inedit
MAREA BUFONADĂ, inedit
CASA BLESTEMATĂ, inedit
AZILUL DE ZI, inedit
STRIGOIUL MEU DRAG, inedit
FERICIRE PENTRU TREI DECENII, inedit
NEFERICITUL DRACULA, inedit

## Filmografie

### Scenarist
- Aventuri la Marea Neagră (1972)
- Serenadă pentru etajul XII (1976)